# Hotel del Luna
Hotel del Luna (hangul: 호텔 델루나; RR: Hotel Delluna) är en sydkoreansk TV-serie som sändes på tvN från 6 juli till 1 september 2019. IU och Yeo Jin-goo spelar huvudrollerna.

## Handling
Hotel del Luna (formellt benämnt "månens gästhus") i Seoul, är inte som andra hotell: alla dess gäster är spöken och hotellet i dess sanna form är inte synligt under dagtid. Under Koguryo-eran drack en rebell vid namn Jang Man-wol (IU) en drink vilken förvandlade henne till hotellets ägare. Hon har sedan dess drivit hotellet i tusen år när hon möter den nya ägaren, Ku Chan-Seong (Yeo Jin-goo).

## Rollista (i urval)
- IU som Jang Man-wol
- Yeo Jin-goo som Ku Chan-Seong